# Aissen Sergejewitsch Nikolajew

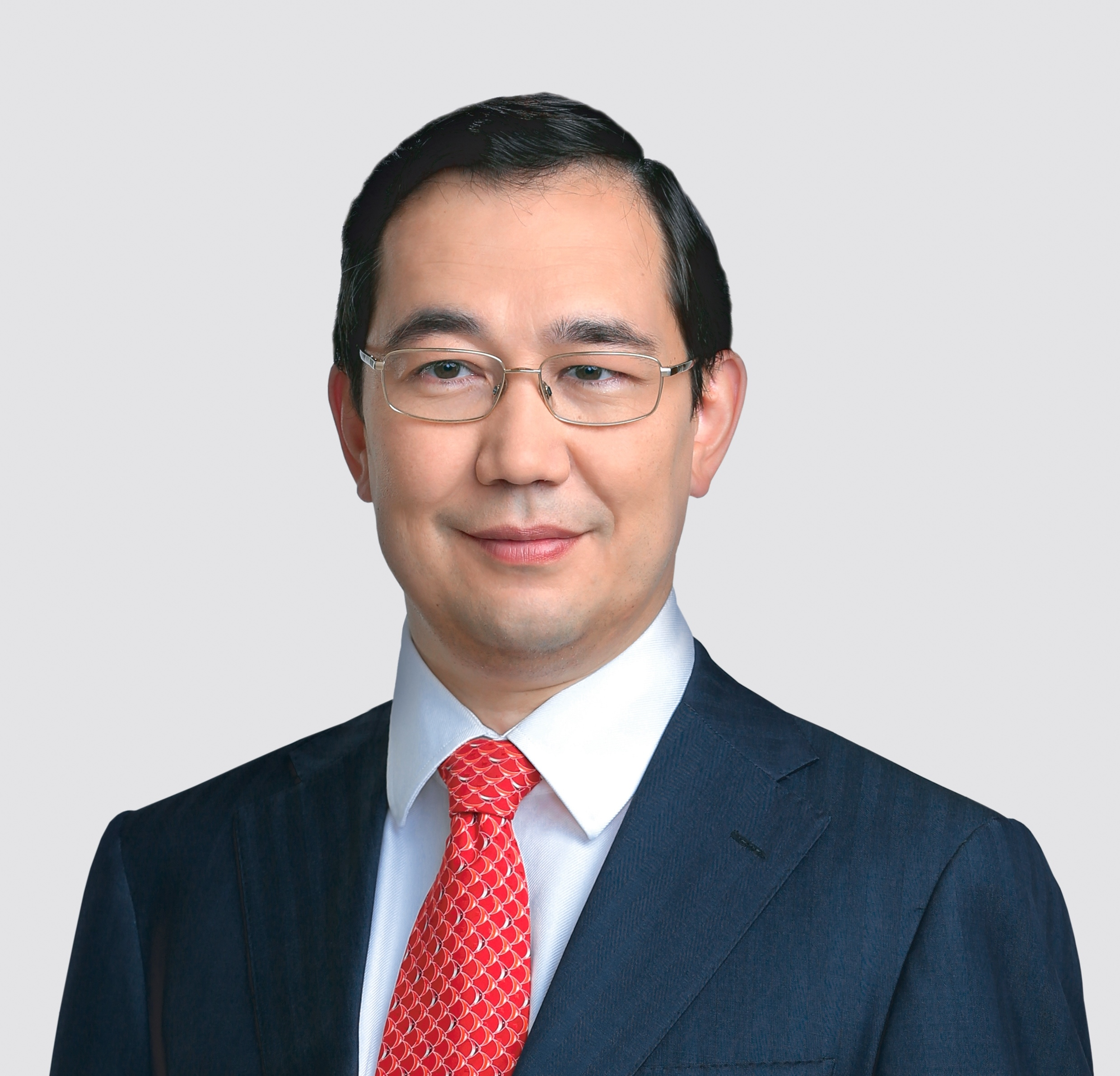
Aissen Sergejewitsch Nikolajew

Aissen Sergejewitsch Nikolajew (russisch Айсен Сергеевич Николаев, wiss. Transliteration Ajsen Sergeevič Nikolaev, jakut. Sergei wola Nyukulaayap Ayyyy Sien, geb. Januar 1972 in Leningrad) ist ein russischer Staatsmann und Politiker. Seit 2018 ist er Oberhaupt der Republik Sacha (Jakutien). Seit dem 7. November 2019 ist er Sekretär des jakutischen regionalen Büros der Partei „Einiges Russland“. Zuvor war er Bürgermeister von Jakutsk (2012–2018).

## Jugend und Ausbildung
Nikolajew wurde am 22. Januar 1972 in Leningrad in die Lehrerfamilie der Tamara Sergeevna und des Alexander Andreevich Nikolaev geboren. Er studierte Physik und Finanzmanagement.

## Karriere
In den Jahren 2002–2004 war Nikolajew Abgeordneter der 3. Einberufung der Staatlichen Versammlung Jakutiens von der Partei «Union der rechten Kräfte».
Seit dem 16. Februar 2007 war er Leiter der Administration des Präsidenten und der Regierung von Jakutien.
Am 18. Mai 2011 wurde er zum ersten stellvertretenden Regierungschef von Jakutien ernannt.
Er ist Mitglied des Politischen Rates des Regionalbüros «Einiges Russland».

## Bürgermeister von Jakutsk
Am 23. Dezember 2011 trat der Bürgermeister von Jakutsk, Juri Bolschew, zurück. Nikolajew wurde von der Partei Einiges Russland als Kandidat für die Bürgermeisterwahl von Jakutsk nominiert und wurde bei den Wahlen am 4. März 2012 für 5 Jahre zum Leiter der Verwaltung des Stadtbezirks Jakutsk gewählt. Am 10. September 2017 wurde er für eine zweite Amtszeit wiedergewählt.

## Leitung von Jakutien
Im Mai 2018 wurde Nikolajew zum stellvertretenden Leiter der Republik Sacha (Jakutien) ernannt.
Am 9. September 2018 wurde er mit 71,40 % der Stimmen zum Oberhaupt (Glawa) der Republik Republik Sacha (Jakutien) gewählt und trat wenig später das Amt an.
Am 11. September 2023 wurde er mit 75,77 % der Stimmen wiedergewählt. Am 27. September 2023 legte er seinen Eid ab und trat offiziell das Amt des Chefs von Jakutien an.

## Sanktionen
Seit Juli 2022 steht er für die Unterstützung des Krieges Russlands gegen die Ukraine unter britischen Sanktionen.
Seit dem 15. Dezember 2022 steht er unter US-Sanktionen, weil er als Reaktion auf den Mobilisierungsbefehl Bürger zum Militärdienst einberief.